# 정보기술 거버넌스
정보기술 거버넌스(情報技術-)(Information technology governance, 간단히 IT 거버넌스)는 이사회와 최고 경영진의 책임이며, 엔터프라이즈 거버넌스의 통합된 한 부분이다. IT 거버넌스는 조직의 정보기술이 조직의 전략과 목표를 유지하고 확대하는 것을 보장하는 리더쉽, 조직구조 그리고 프로세스로 구성되어 있다.

## IT Governance의 정의
- IT(Information Technology) Governance란, 단순한 관리(Management)가 아닌 기업을 움직이는 힘, 즉 지배구조로 설명 할 수 있다.
- IT Governance란, IT전략의 개발 및 추진을 관리하고 이를 통해 비즈니스와 IT를 융합시키기 위해 이사회, 경영진, IT관리자가 추진하는 조직 기능이다.
- IT Governance란, 기업 Governance의 통합적 부분이며 조직의 전략과 목표달성을 뒷받침하는 조직 구조와 프로세스, 그리고 리더십으로 구성된다.

## IT Governance의 필요성
- IT Management만 실행했을 경우의 문제점이 존재한다.
- 조직이 IT에 의존할수록 IT 환경의 취약성은 조직 전체의 문제로 다가오게 되고 의존성이 커짐에 따라, IT 투자를 통한 비즈니스 가치 창출과 IT 관련 리스크 관리, 예방 및 대처를 위해서 IT Governance에 집중하게 된다.
- 사이버 범죄, 부정행위 등 다양한 종류의 외부 위협이 존재한다.
- IT 투자에 막대한 자금이 소요되기 때문에 IT Governance를 통한 IT Paradox를 방지 할 수 있다.

## IT Management의 문제점
- 이사회, 최고 경영층과 IT관리자 사이의 괴리가 존재한다.
- 이사회, 최고 경영층의 관심이 부족하다.
- 기업 전략과의 연계가 미약하다.
- IT관리자의 책임만 있고, 권한은 부재한 상황이 연출된다.

## 같이 보기
- 컴퓨터 보안
- 데이터 거버넌스
- 엔터프라이즈 아키텍처